# بارت إيرمان
بارت إيرمان (باللاتينية Bart D. Ehrman) هو عالم في الإنجيل أو العهد الجديد وخبير في بدايات المسيحية. حصل على شهادة الدكتوراة والماجستير في اللاهوت من مدرسة برينستون اللاهوتية حيث درس تحت إشراف بروس متزجر. يعمل الآن رئيس قسم الدراسات الدينية في جامعة كارولينا الشمالية في تشابل هيل، وكان رئيس المنطقة الجنوبية الشرقية لجمعية الأدب الكتابي وعمل محررا لعدد من مطبوعات الجمعية. ويشارك حاليا في تحرير سلسلة عن وسائل ودراسات العهد الجديد.

## الحياة المهنية
أصبح ايرمان منتميا للإنجيلية المسيحية عندما كان مراهقا. في كتبه، يروي حماسة الشباب بصفته ولد من جديد، الأصولية المسيحية، على يقين من أن الله قد أوحى صياغة الكتاب المقدس وحماية نصوصه من كل خطأ. ولكن رغبته في فهم الكلمات الأصلية للكتاب المقدس قادته إلى دراسة اللغات القديمة وأيضا نقد النص. أثناء دراسته العليا، إلا أنه أصبح على قناعة بأن هناك تناقضات وتباينات في المخطوطات الكتابية التي لا يمكن التوفيق بينها أو التوفيق. وقد بقي على هوى الليبرالية المسيحية لمدة 15 عاما ولكنه في وقت لاحق أصبح ملحدا بعد صراع مع فلسفات مشكلة الشر والمعاناة.
وقد درس ايرمان في جامعة نورث كارولينا في تشابل هيل منذ عام 1988، وبعد أربع سنوات من التدريس في جامعة روتجرز. في UNC شغل منصب كل من مدير الدراسات العليا ورئيس قسم الدراسات الدينية. وكان المستفيد من جائزة التدريس، البابا ج. دبليو «الروح التحقيق» 2009 وجائزة التدريس UNC الجامعية للطلاب 1993، وجائزة فيليب روث عام 1994، وجائزة هتلمان للإنجازات الفنية والعلمية، وبومان وجائزة جراى جوردون للتميز في التدريس.
ويتقلد ايرمان حاليا منصب المحرر المشارك لسلسلة أدوات العهد الجديد، دراسات والمستندات (إى جى بريل)، وشارك في تحرير مجلة Vigiliae Christianae ، وفي عدة هيئات تحرير المجلات الأخرى للدراسات. خدم ايرمان سابقا باسم رئيس إقليم جنوب شرق جمعية أدب الكتاب المقدس ورئيس قسم انتقادات نصوص العهد الجديد للجمعية، ومحرر مراجع لكتاب مجلة أدب الكتاب المقدس ، ورئيس تحرير سلسلة كتب العهد الجديد (علماء صحافة).
ايرمان يتحدث ويناظر على نطاق واسع في جميع أنحاء الولايات المتحدة، وشارك في العديد من المناقشات العامة، بما في ذلك المناقشات مع وليام لين كريج، دينيش دسوزا، مايك ليكونا، كريغ أ. إيفانز، دانيال ب والاس، ريتشارد سوينبرن، بيتر ج. وليامز، جيمس وايت، داريل بوك ومايكل إل براون.
في عامي 2006 و 2009 ظهر على تقرير كولبير , وكذلك ذا دايلي شو, لتعزيز كتبه إساءة اقتباس يسوع، ومقاطعة يسوع (على التوالي).
وقد ظهر ايرمان على قناة التاريخ التلفزيونية، وقناة ناشيونال جيوغرافيك، قناة ديسكفري، أ و إى، ديتلاين ان بي سي، سي إن إن، وقد ظهر بي آر فريش إير وكتاباته في مجلة تايم ، و نيوزويك ، نيويورك تايمز ، ومجلة النيويوركر ، وصحيفة واشنطن بوست.
"ولكى تفكر بهذه الطريقة: فإن الواقع أن هناك من الأخطاء داخل تلك المخطوطات أكثر من الكلمات في العهد الجديد", يلخص إيرمان.
معظم هذه الأخطاء غير منطقي في التدقيق النحوي أو الاستعارات. ولكن البعض الآخر عميق أكثر. في "إنجيل مرقس" ال 12 آية الأخيرة يبدو أنها قد أضيفت إلى النص  في وقت لاحق , مما يعنى أنها لم تكن موجودة من قبل وهذه هي الآيات الوحيد في هذا الإنجيل التي تتكلم من معاودة ظهور  المسيح  بعد وفاته.
تظهر الآن نقطة حاسمة دقيقة  في يوحنا 1 ، الذي يحدد صراحة الثالوث المقدس (الأب والابن والروح القدس). حجر زاوية في اللاهوت المسيحي ، وهذا هو المكان الوحيد , في الكتاب المقدس كاملا الذي أتى فيه ذكر الثالوث المقدس -لكن يبدو أنها قد أضيفت إلى النص قرون عديدة بعد تسطير يوحنا لإنجيله في وقت لاحق، والكاتب غير معروف .
ولرجل  يعتقد أن الكتاب المقدس هو وحي وهو "كلمة الله" ، سعى إيرمان يستقصى الأصول الحقيقية لإيمانه.لكن المشكلة:أنه ليست هناك أية مخطوطات أصلية من الأناجيل، أي  من العهد الجديد.

## أعماله
لقد كتب ايرمان على نطاق واسع كتابات حول قضايا العهد الجديد والمسيحية الأولى في كل من المستوى الأكاديمي والشعبي، مع ما يزيد على خمسة وعشرين كتابا من بينها ثلاثة من الكتب الدراسية وأربعة من الكتب الأكثر مبيعا نيويورك تايمز: إساءة اقتباس يسوع، ومقاطعة يسوع، ومشكلة الرب، ومزورة. الكثير من عمله على نقد النص والعهد الجديد. وقد ترجمت كتبه إلى سبعة وعشرين لغة.
في الإفساد الأرثوذكسي للكتاب المقدس يقرر ايرمان أن هناك علاقة وثيقة بين التاريخ الاجتماعي في وقت مبكر من المسيحية والتقاليد النصية للعهد الجديد الناشئ. وقال انه يدرس كيف يكافح مبكرة بين ال «هرطقة» المسيحية و «العقيدة» التي أثرت على نقل هذه الوثائق. وغالبا ما يعتبر ايرمان رائدا في ربط تاريخ الكنيسة في وقت مبكر وأثرة في المتغيرات اللنصية داخل مخطوطات الكتاب المقدس وسك مصطلحات مثل «بروتو المسيحية الأرثوذكسية.»
في يسوع النبي المروع في الألفية الجديدة: يقول ايرمان أن يسوع التاريخي كان بمثابة الواعظ المروع، وقال أن المعتقدات المروعة سجلت لأول مرة في أقرب الوثائق المسيحية الرسالة الأولى إلى أهل تسالونيكي والرسالة الأولى إلى أهل كورنثوس ثم في وقت لاحق في تكريس يسوع في أقرب الأناجيل المسيحية: في إنجيل مرقس وإنجيل متى. رسائل بولس وموعظة يسوع المسيح تشير إلى اعتقاد أن ابن الإنسان سيصل قريبا، وأن كل الدول القوية الحالية سوف تزول وسيتم إنشاء ملكوت الله على الأرض. وان الإثني عشر تلميذا كلهم سيكونون على العرش إلى جانب ابن الإنسان وستحكم على كل من القبائل اليهودية الإثني عشر. [متى 19:28]. يسوع ربما يكون قد حان الاعتقاد بأنه ليكون ابن الإنسان، أو ربما كاتب الإنجيل كان قد وضع تلك الكلمات وتلك الفكرة في فم يسوع. أوائل المسيحيين اعتقدوا أن يسوع سبعود ابن الإنسان. لا توجد «أوقات النهاية» تم التنبؤ بها في أحدث وآخر الأناجيل إنجيل يوحنا.
في «إساءة اقتباس يسوع» فإن إيرمان يدخل نقد نصوص العهد الجديد، ويشرح تطور مخطوطات العهد الجديد وعملية وسبب أخطاء مخطوطات العهد الجديد.
فيتوقف يسوع يصف التقدم الذي أحرزه العلماء في فهم الكتاب المقدس على مدى المائتي سنة الماضية ونتائج دراستهم، والنتائج التي غالبا ما تكون غير معروفة لدى السكان ككل. وللقيام بذلك، قال انه يسلط الضوء على تنوع وجهات النظر التي وجدت في العهد الجديد، وجود كتب مزورة في العهد الجديد التي كانت مكتوبة في أسماء الرسل من قبل الكتاب المسيحيين الذين يعيشون منذ عقود في وقت لاحق، واختراع هذه المذاهب، المسيحية التي برزت فيما بعد باسم معاناة المسيح، لاهوت السيد المسيح، والثالوث.
في عمل ايرمان مزورة يفترض أن بعض كتب العهد الجديد هي التزوير والتزوير على نطاق واسع، حيث يبين كيف كان يمارسه الكتاب في أوائل المسيحية وكيف تم إدانته في العالم القديم كالغش والاحتيال غير المشروع. كتابه العلماء، التزوير ومكافحة التزوير هو نظرة متقدمة في ممارسة التزوير في NT والأدب المسيحي المبكر. فإنه يجعل الحال بالنسبة لاعتبار الزور يعزى أو يتم إحالته إلى الكتب pseudepigraphical في العهد الجديد والأدب المسيحي المبكر «التزوير،» ينظر إلى ماذا تعتبر بعض العهد الجديد والأشغال المسيحية المبكرة المحرفة، وظاهرة تبدو على أوسع نطاق في العالم اليوناني والروماني.
في عام 2012، نشر إيرمان هل كان يسوع موجودا: الحجة التاريخية ليسوع الناصري، والدفاع عن أطروحة أن يسوع الناصري موجود على النقيض من نظرية أسطورة يسوع وهي أن يسوع هو كائنا أسطوريا أو وهميا بالكامل.
يقول ايرمان في كتابه يسوع: النبي الأبوكاليبسى من الألفية الجديدة، أن يسوع كان نبيًا أبوكاليبسا واعظًا وأن الرسالة الرئيسية له هي أن نهاية التاريخ كانت قريبة، أن الله أراد التدخل قريبا للإطاحة بالشر وإقامة حكمه في الأرض، وأن يسوع وتلاميذه كانوا يعتقدون أن هذه الأحداث التي تمثل نهاية الزمان سوف تقع خلال حياتهم.

## بيبلوجرافيا
- Ehrman، Bart (2006). The Lost Gospel of Judas Iscariot: A New Look at Betrayer and Betrayed. Oxford University Press, USA. ISBN 0-19-531460-3.
- Ehrman، Bart (2006). Peter, Paul, and Mary Magdalene: The Followers of Jesus in History and Legend. Oxford University Press, USA. ISBN 0-19-530013-0.
- Ehrman، Bart (2005). Misquoting Jesus: The Story Behind Who Changed the Bible and Why. HarperSanFrancisco. ISBN 0-06-073817-0.
- Metzger، Bruce M. (2005). The Text of the New Testament: Its Transmission, Corruption, and Restoration. Oxford University Press, USA. ISBN 0-19-516667-1. مؤرشف من الأصل في 2021-11-01. {{استشهاد بكتاب}}: الوسيط author-name-list parameters تكرر أكثر من مرة (مساعدة)
- Ehrman، Bart (2004). Truth and Fiction in The Da Vinci Code: A Historian Reveals What We Really Know about Jesus, Mary Magdalene, and Constantine. Oxford University Press, USA. ISBN 0-19-518140-9. مؤرشف من الأصل في 2022-04-22.
- Ehrman، Bart (2004). A Brief Introduction to the New Testament. Oxford University Press, USA. ISBN 0-19-516123-8.
- Ehrman، Bart (2003). The Lost Christianities: The Battles for Scripture and the Faiths We Never Knew. Oxford University Press, USA. ISBN 0-19-514183-0.
- Ehrman، Bart (2003). The New Testament: A Historical Introduction to the Early Christian Writings. Oxford University Press, USA. ISBN 0-19-515462-2. مؤرشف من الأصل في 2021-10-11.
- Ehrman، Bart (2003). Christianity in Late Antiquity, 300-450 C.E.: A Reader. Oxford University Press, USA. ISBN 0-19-515461-4. {{استشهاد بكتاب}}: الوسيط author-name-list parameters تكرر أكثر من مرة (مساعدة)
- Ehrman، Bart (2003). The Apostolic Fathers: Volume II. Epistle of Barnabas. Papias and Quadratus. Epistle to Diognetus. The Shepherd of Hermas. Harvard University Press. ISBN 0-674-99608-9.
- Ehrman، Bart (2003). The Apostolic Fathers: Volume I. I Clement. II Clement. Ignatius. Polycarp. Didache. Harvard University Press. ISBN 0-674-99607-0.
- Ehrman، Bart (2003). The New Testament and Other Early Christian Writings: A Reader. Oxford University Press, USA. ISBN 0-19-515464-9.
- Ehrman، Bart (2003). Lost Scriptures: Books that Did Not Make It into the New Testament. Oxford University Press, USA. ISBN 0-19-514182-2.
- Ehrman، Bart (1999). Jesus: Apocalyptic Prophet of the New Millennium. Oxford University Press, USA. ISBN 0-19-512474-X. مؤرشف من الأصل في 2022-06-07.
- Ehrman، Bart (1998). After the New Testament: A Reader in Early Christianity. Oxford University Press, USA. ISBN 0-19-511445-0. مؤرشف من الأصل في 2022-03-11.
- Ehrman، Bart (1996). The Orthodox Corruption of Scripture: The Effect of Early Christological Controversies on the Text of the New Testament. Oxford University Press, USA. ISBN 0-19-510279-7.
- Ehrman، Bart (1987). Didymus the Blind and the Text of the Gospels (The New Testament in the Greek Fathers; No. 1). Society of Biblical Literature. ISBN 1-55540-084-1.

وتعليقا على الفساد الأرثوذكسي من الكتاب المقدس، يقول ايرمان أن هناك علاقة وثيقة بين التاريخ الاجتماعي في وقت مبكر للمسيحية والتقليد النصي للعهد الجديد الناشئ. انه يبحث في كيفية مبكرا يناضل بين «الهرطقة» المسيحية و «الأرثوذكسية» التي أثرت على نقل الوثائق. غالبا ما إعتبر ايرمان رائدا في ربط تاريخ الكنيسة في وقت مبكر لمتغيرات نصية داخل المخطوطات الكتابية وفي استحداث مصطلحات مثل «وصف عبارة بروتو الأرثوذكسية المسيحية، التي صيغت من قبل باحث العهد الجديد بارت إيرمان، حيث يصف الحركة المسيحية القديمة التي كانت سابقة على العقيدة المسيحية».

## للمزيد
- Neely Tucker. "The Book of Bart." The Washington Post, 2006. Profile of Bart Ehrman, focusing on his personal beliefs

## وصلات خارجية
- بارت إيرمان على موقع IMDb (الإنجليزية)
- بارت إيرمان على موقع ميوزك برينز (الإنجليزية)
- بارت إيرمان على موقع قاعدة بيانات الفيلم (الإنجليزية)
- Bio at UNC
- Bart Ehrman website from Oxford University Press
- Bart Ehrman's Official Site
- Ehrman on The Daily Show with John Stewart
- Review of Bart Ehrman's Misquoting Jesus by P.J. Williams
- A Q&A With Bart D. Ehrman.
- Critical review of Ehrman's work by Professor دانيال بي. والاس
- 2007 Textual Criticism paper dialoguing with Ehrman's Orthodox Corruption Thesis Jesus as "God": Scriptural Fact or Scribal Fantasy by Brian James Wright